# AS Patton Rennes 35
L'AS Patton-Rennes est un des principaux clubs français de tennis. Fondé en 1975, le club a remporté dix titres de Champion de France, ce qui constitue le deuxième palmarès national derrière le Racing Club de France. Le club a également remporté cinq titres de Champion d'Europe. Le club disparait brusquement en 2010.

## Histoire
L'aventure démarre au milieu des années 1970 par l'achat de six hectares de terres marécageuses entre Rennes et Saint-Grégoire par un jeune professeur de gymnastique, Jean-Marc Raynard, qui décide de monter son club, avec une priorité, la formation des jeunes. Le club est dénommé Patton en référence au quartier de Rennes dans lequel il s'est installé : le quartier Maurepas - Patton.
En 1991, à Royan, le Patton ouvre son palmarès sur le plan national. Ce premier titre sera suivi de neuf autres, le dernier en décembre 2009.
Le club rennais ferme ses portes fin août 2010, criblé de dettes. Le président et deux co-prévenus sont jugés pour abus de confiance et abus de biens sociaux au tribunal correctionnel de Rennes,. Après appel, Jean-Marc Raynard est condamné à un an de prison avec sursis et 50 000 € d'amende.

## Palmarès
- Section masculine:
  - Champion de France interclubs (10 titres) : 1991, 1994, 1995, 1997, 1999, 2001, 2003, 2004, 2008 et 2010.
  - Vice-champion de France interclubs : 2005 et 2007.

- Section féminine:
  - Vice-champion de France interclubs : 2000, 2001, 2005 et 2008.

## Anciens joueurs
Le club a compté dans ses rangs Henri Leconte, Fabrice Santoro, Jo-Wilfried Tsonga, Marc Gicquel, Cyril Saulnier, Nicolas Devilder et Josselin Ouanna, le belge Kristof Vliegen, l'allemand Philipp Kohlschreiber, les italiens Daniele Bracciali et Stefano Galvani sans oublier le tchèque Lukáš Dlouhý.

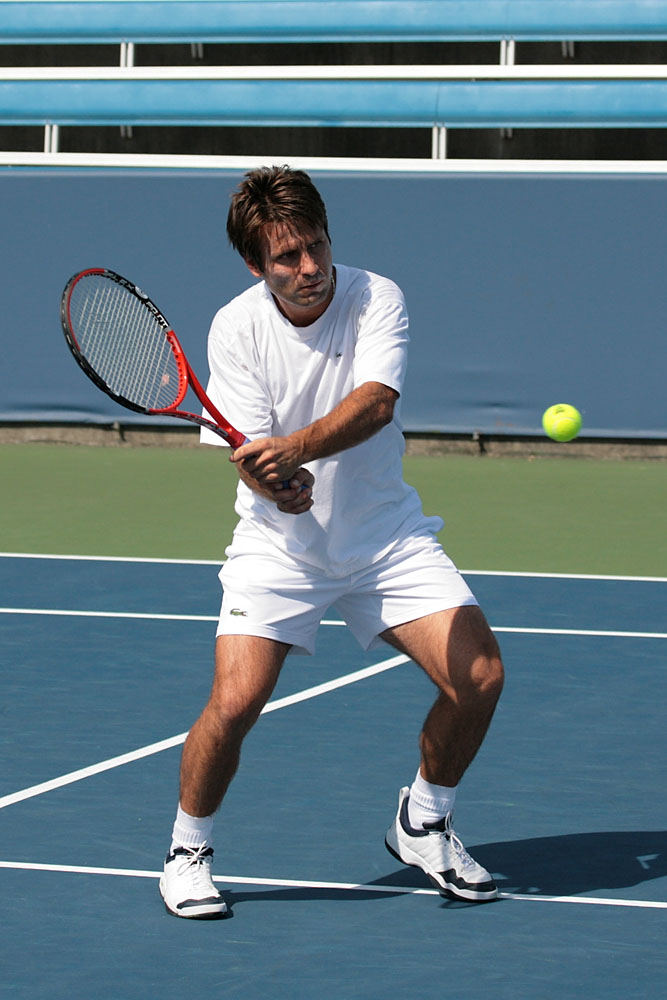
Fabrice Santoro
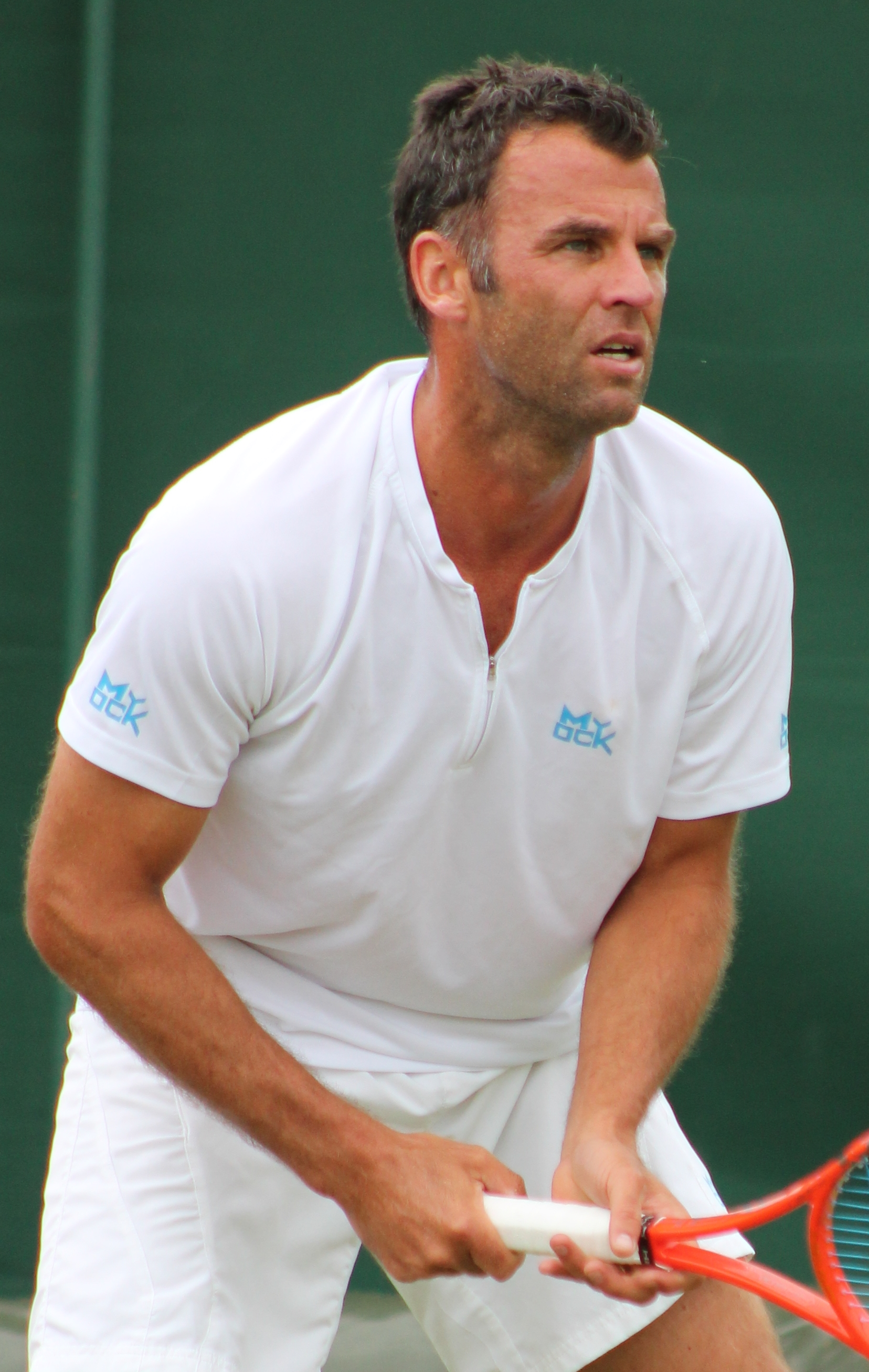
Marc Gicquel
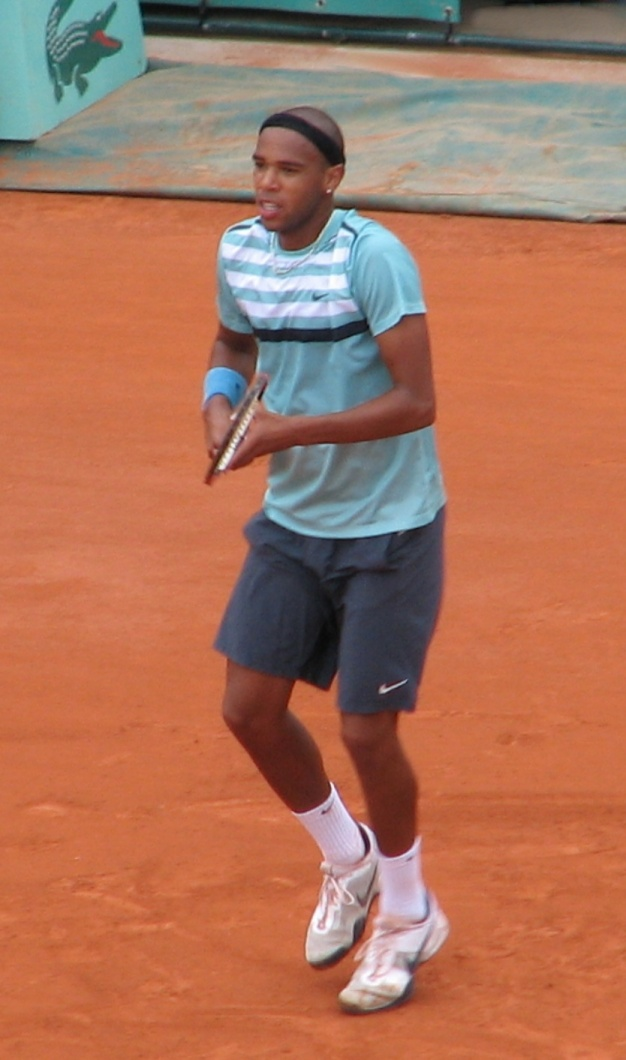
Josselin Ouanna
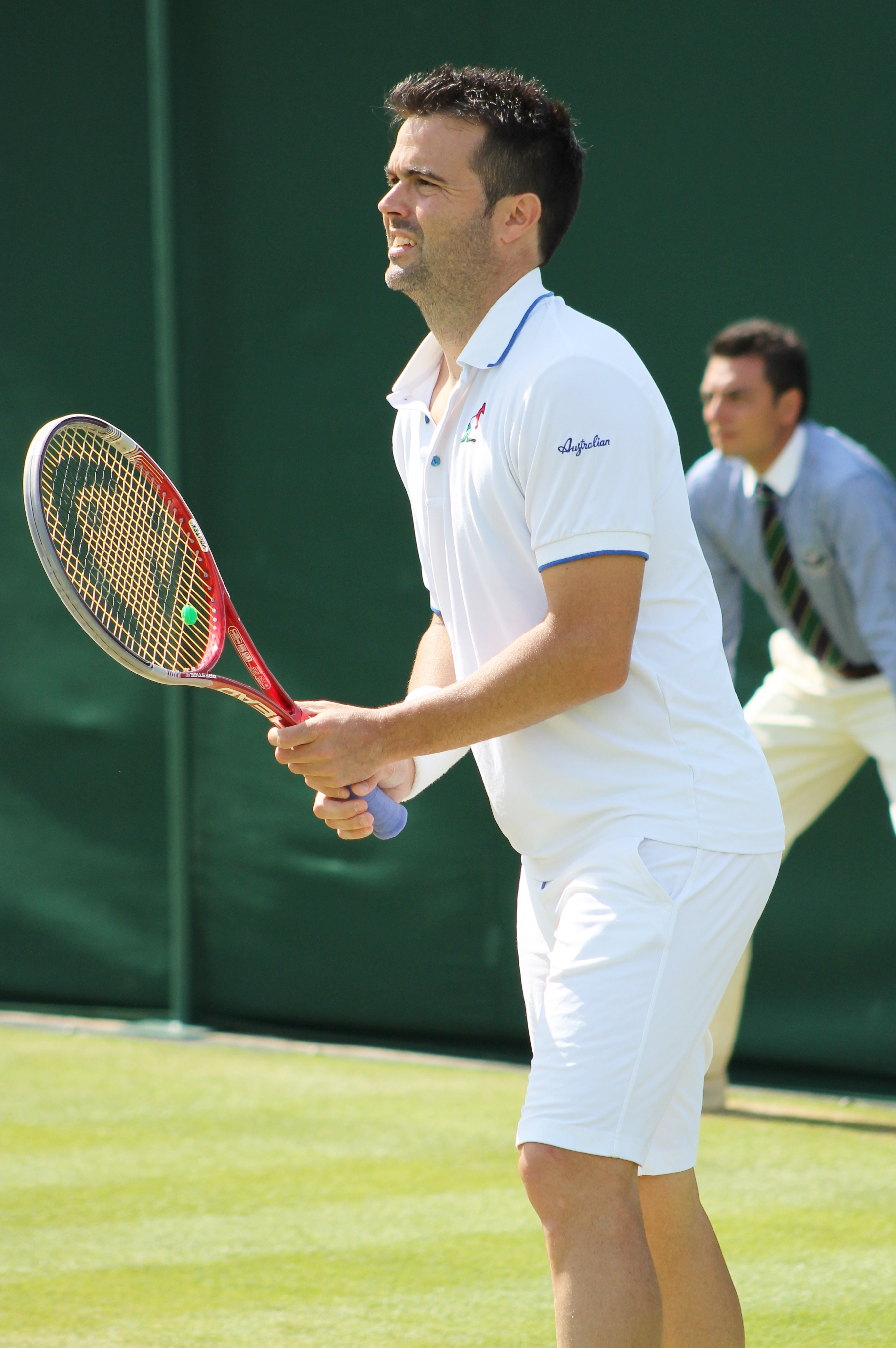
Daniele Bracciali

Les femmes ont été vice-championnes de France en 2005 et 2007, avec dans leur rang l'Allemande Martina Müller, la Croate Jelena Kostanić, l'Israélienne Anna Smashnova, l'Autrichienne Yvonne Meusburger et la Néerlandaise Seda Noorlander.

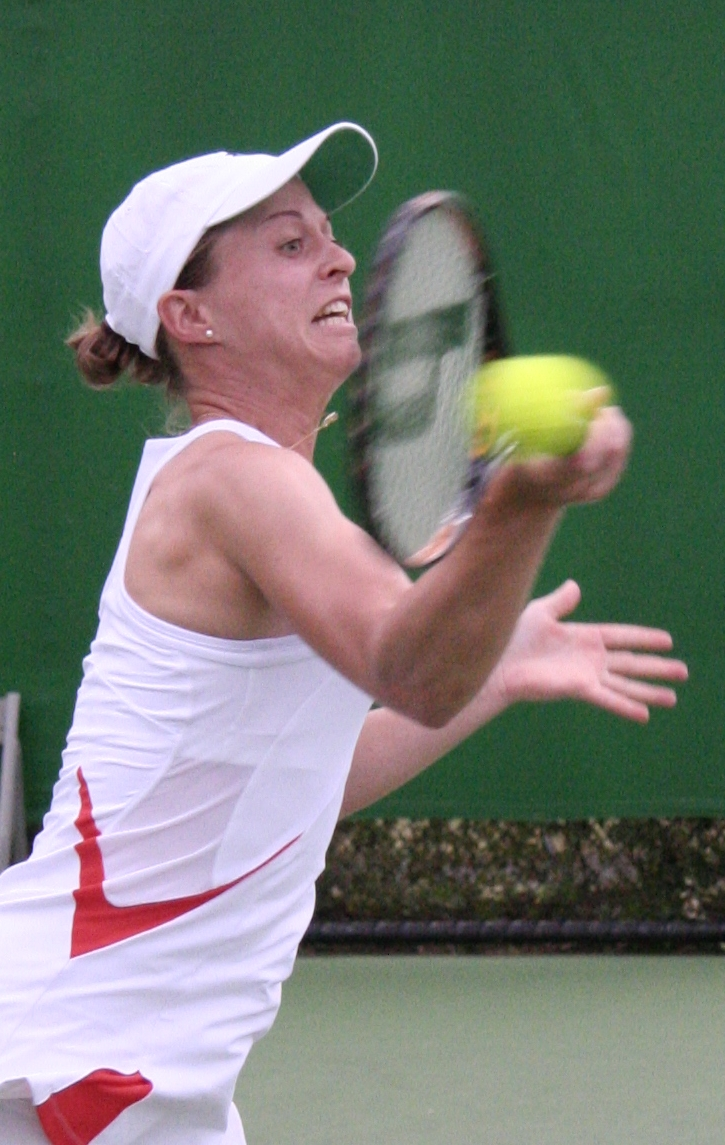
Martina Muller
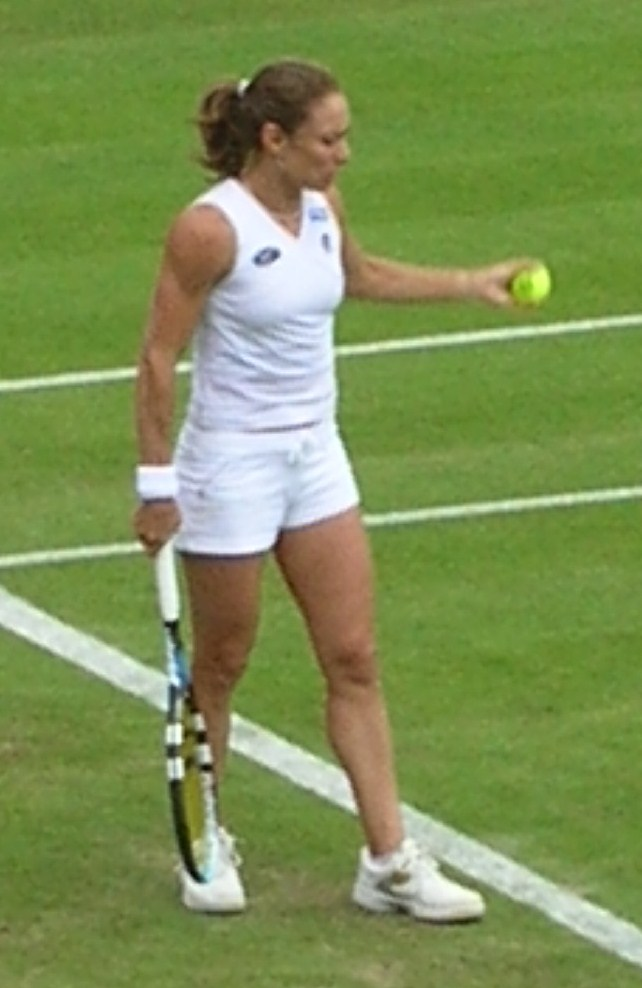
Anna Smashnova
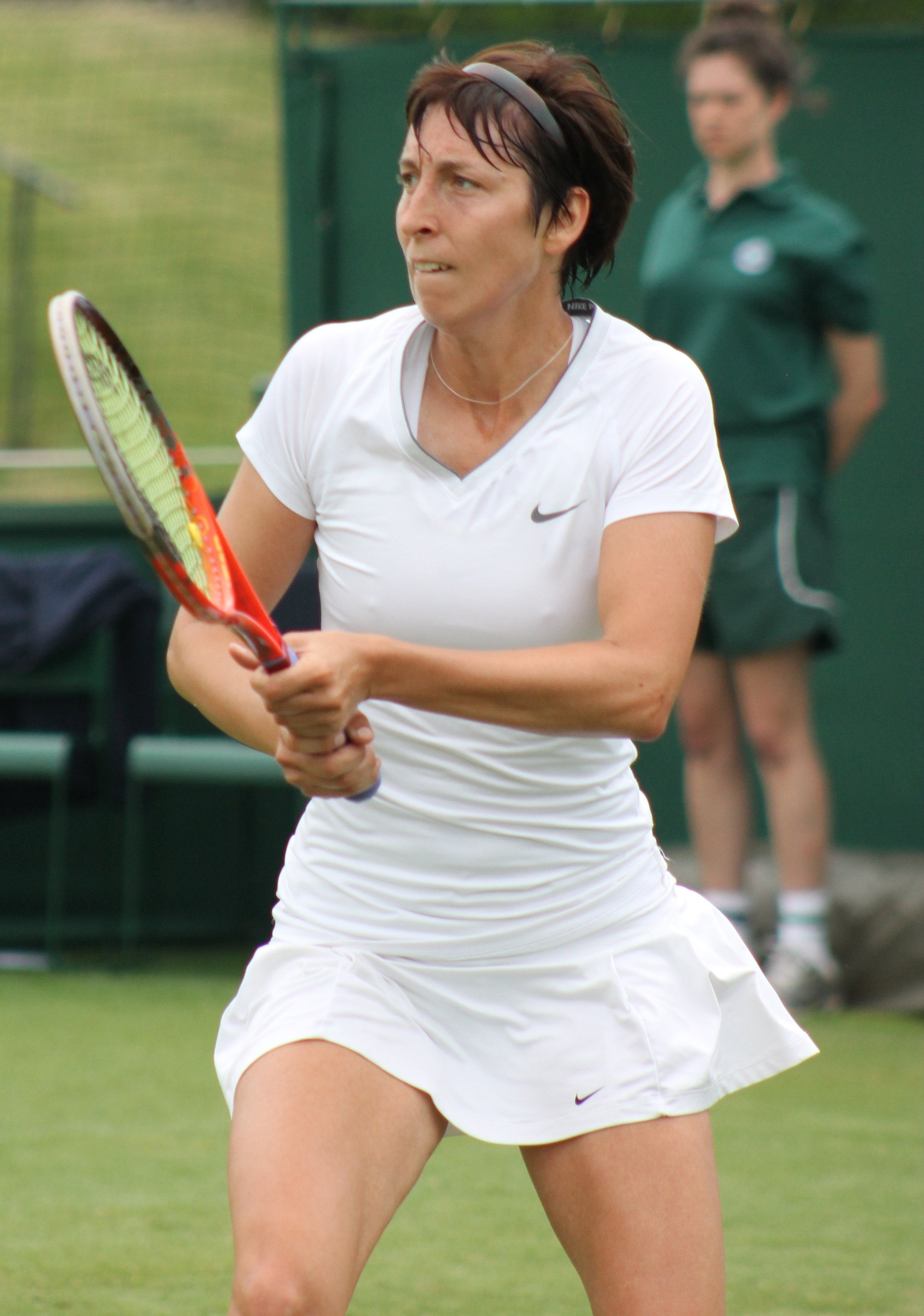
Yvonne Meusburger

## Installations
Avant sa liquidation, les installations de l'AS Patton étaient situées avenue des monts d'Arrée à Rennes. Le club disposait de sept terrains couverts (2 en terre battue, 1 en moquette et 4 en Greenset) et de cinq courts extérieurs (2 en Greenset et 3 en terre battue).